# Spår (bok)
Spår är en fackbok av författaren Lena Sundström, utgiven 2013. Boken handlar om tre journalisters sökande efter sanningen. Boken blev nominerad till Augustpriset 2013 i kategorin Årets svenska fackbok.